# Isaak Pattiwael
Isaac Pattiwael, surnommé Tjaak (né le 23 février 1914 dans les Indes néerlandaises et mort le 16 mars 1987) était un joueur de football international indonésien, qui évoluait en attaque.

## Biographie
Pendant sa carrière de club, Tjaak joue dans l'équipe de Jong Ambon Batavia.
Ses prestations lui valent d'être convoqué par le sélectionneur de l'équipe des Indes néerlandaises Johannes Christoffel van Mastenbroek, pour participer au premier mondial d'un pays d'Asie, la coupe du monde 1938 en France.
L'équipe des Indes néerlandaises s'incline 6-0 au premier tour contre la Hongrie, future finaliste de la compétition.